# Вяз малый
Вяз ма́лый, или вяз листоватый (лат. Úlmus mínor) — вид деревьев из рода Вяз семейства Вязовые.
Растение называют также берест, карагач, караич, пробковый ильм, красный ильм.

## Ботаническое описание

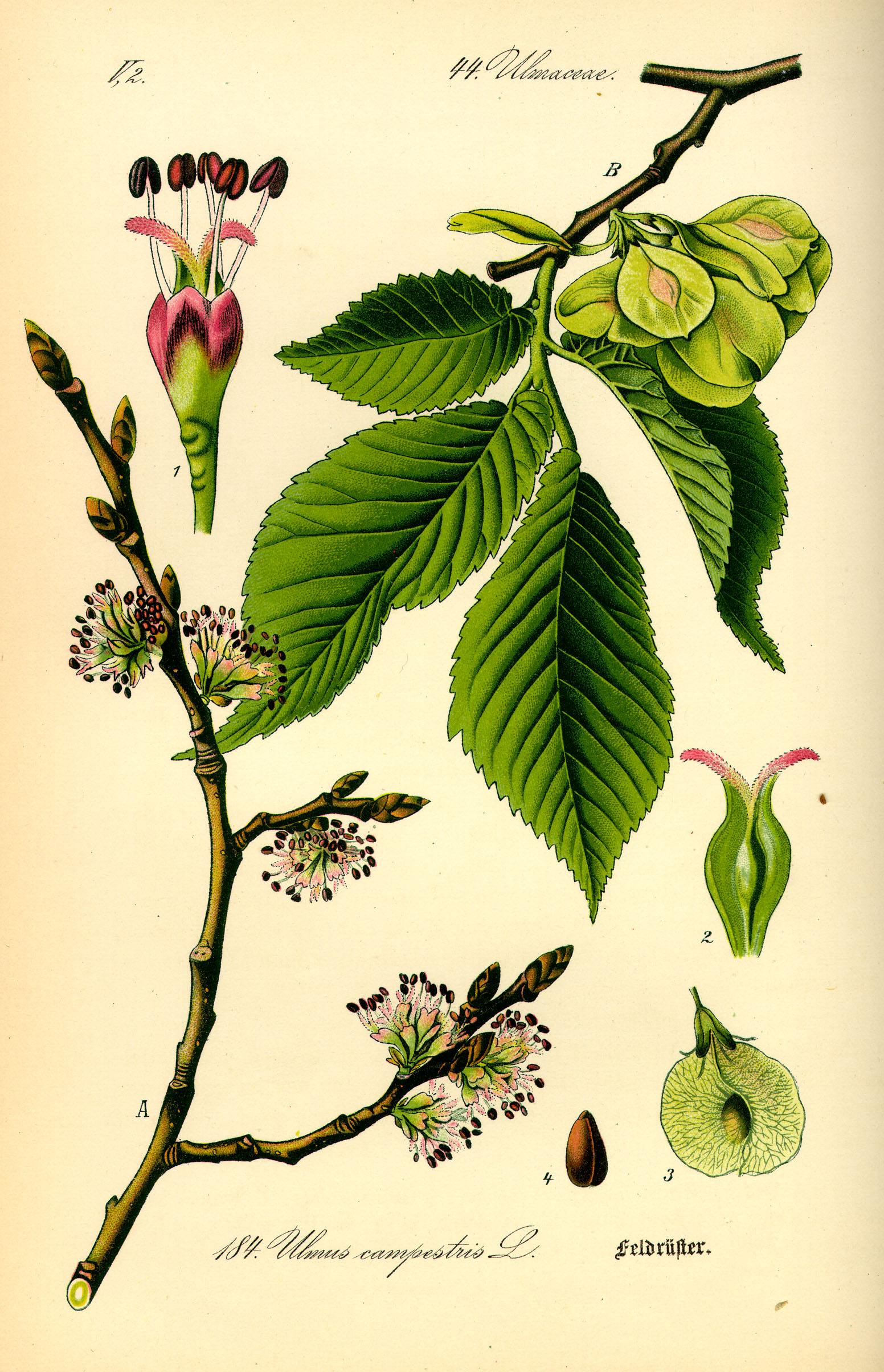

Вяз малый — листопадное дерево высотой до 30 м и 1,5 м в диаметре.
Листья зубчатые, удлинённо-обратнояйцевидные.
Цветки с ржаво-красным околоцветником собраны в пучки. Цветёт в марте — апреле, до распускания листьев. Цветки медоносны.
Плоды (крылатки) созревают в мае — июне. Размножается семенами, корневыми отпрысками, порослью от пня.

## Распространение и экология
Произрастает в Западной Европе, Малой Азии, на севере Ирана, на юге европейской части России и на Кавказе, распространён по всей Украине, кроме Карпат и крайнего юга.
Встречается в смешанных и широколиственных лесах, особенно на наносных, аллювиальных почвах в речных долинах; в горах поднимается до 1500 м.
Живёт до трёхсот лет. Молодые деревья растут быстро. Светолюбив, засухоустойчив, но страдает от морозов.

## Значение и применение
Разводится как лесная, противоэрозионная и парковая порода.
Древесина этого вида, особенно её наплывы, находит применение в машиностроении, в столярном деле и т. п.
Культивируют для озеленения, в полезащитных лесонасаждениях, пригоден для живых изгородей и обсадки пасек.
Источник веточного корма. Плоды богаты белками и жирами, содержат мало клетчатки и очень малое количество таннидов, поэтому особенно пригодны для кормления молочных пород. В высушенном, измельченном и вареном виде хороший корм для свиней. Семена отделённые от оболочки годятся на корм птицам.
В Хоперском заповеднике хорошо поедался пятнистым оленем  (Cervus hortulorum) . Поедается всеми видами скота.
Из семян добывают зеленое не высыхающее масло без запаха и вкуса. Кора окрашивает шерсть и шелк в жёлтый цвет.

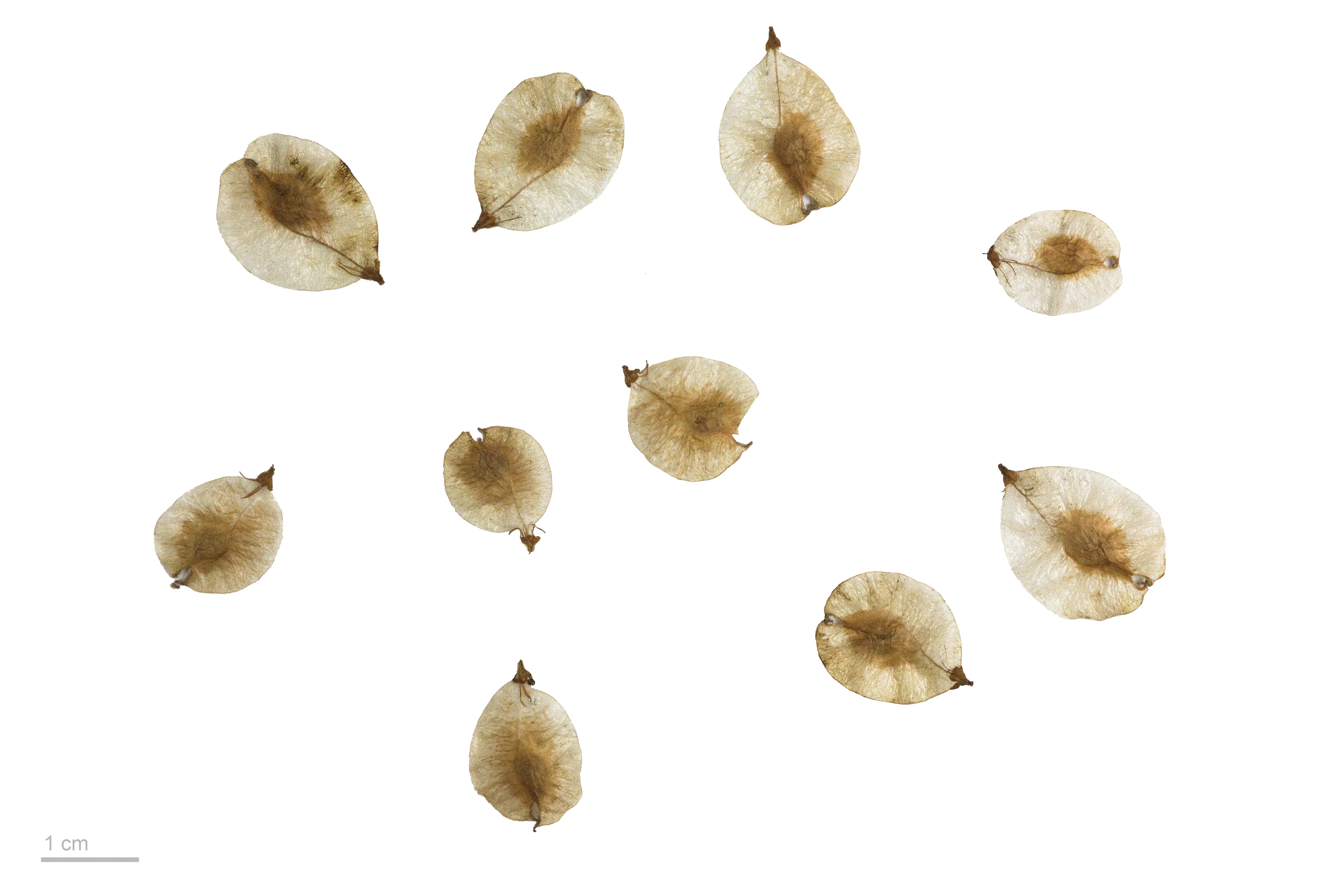
Плоды

## Химический состав
| Число анализов | Что анализировалось                                                                  | Воды в % | От абсолютного сухого вещества в % | От абсолютного сухого вещества в % | От абсолютного сухого вещества в % | От абсолютного сухого вещества в % | От абсолютного сухого вещества в % | От абсолютного сухого вещества в % | источник и район          |
| Число анализов | Что анализировалось                                                                  | Воды в % | золы                               | протеина                           | белка                              | жира                               | клетчатки                          | БЭВ                                | источник и район          |
| -------------- | ------------------------------------------------------------------------------------ | -------- | ---------------------------------- | ---------------------------------- | ---------------------------------- | ---------------------------------- | ---------------------------------- | ---------------------------------- | ------------------------- |
| 3              | Ветви с листьями майской заготовки                                                   | 59,5     | 6,2                                | 13,1                               | 8,4                                | 4,2                                | 28,4                               | 48,1                               | Попов, Томмэ, Елкин, 1944 |
| 1              | Ветви до 1 см зимней заготовки                                                       | 25,0     | 4,4                                | 3,6                                | —                                  | 1,7                                | 59,5                               | 30,8                               | Попов, Томмэ, Елкин, 1944 |
| 7              | Ветви с листьями силосованные                                                        | 67,0     | 7,0                                | 14,2                               | 10,6                               | 5,2                                | 27,6                               | 46,0                               | Попов, Томмэ, Елкин, 1944 |
| 2              | Ветви до 1 см заготовки в декабре—апреле, бродившие с солодом или молочной закваской | 25,0     | 4,7                                | 4,3                                | —                                  | 2,3                                | 57,0                               | 31,7                               | Попов, Томмэ, Елкин, 1944 |
| 2              | Листья свежие летнего сбора (июнь)                                                   | 67,0     | 7,0                                | 15,5                               | —                                  | 5,4                                | 17,9                               | 54,2                               | Попов, Томмэ, Елкин, 1944 |
| 1              | Листья сухие осеннего сбора (сентябрь)                                               | 11,0     | 11,4                               | 4,9                                | —                                  | 7,0                                | 23,8                               | 52,9                               | Попов, Томмэ, Елкин, 1944 |
| 1              | Плоды                                                                                | 11,6     | 14,5                               | 27,8                               | —                                  | 17,3                               | 23,4                               | 17,0                               | Клинг, 1932               |
| 1              | Семеня цельные с крыльями                                                            | 9,9      | 10,4                               | 23,0                               | —                                  | 20,0                               | 12,1                               | 34,5                               | Бруттини, 1931            |
| 1              | Семена без крыльев                                                                   | 6,5      | 9,3                                | 45,0                               | —                                  | 25,2                               | 6,8                                | 13,7                               | Бруттини, 1931            |
| 1              | Крылья                                                                               | 12,7     | 11,1                               | 4,9                                | —                                  | 15,5                               | 16,6                               | 51,9                               | Бруттини, 1931            |

## Синонимы
Синонимичные названия:
- Ulmus campestris auct. — Вяз полевой
- Ulmus carpinifolia Gled. — Вяз граболистный
- Ulmus foliacea Gilib. — Вяз листоватый[6]
- Ulmus nitens Moench
- Ulmus suberosa Moench — Вяз пробковый[источник не указан 3124 дня]